# Saison 2022-2023 des Canadiens de Montréal
 (décembre 2023).
Les normes d'accessibilité du Web doivent être respectées sur les articles liés au hockey sur glace.
Les articles possédant ce bandeau sont listés dans la catégorie:Article hockey sur glace non accessible.
Les points d'amélioration suivants sont les cas les plus fréquents :
- Tableaux de données : utiliser les modèles préformatés déjà disponibles ou consulter l'aide ;
- Listes à puces : les listes à puces sont créées grâces aux astérisques. Il ne doit pas y avoir de ligne vide entre deux astérisques ;
- Langue : tout changement de langue doit être signalé grâce au modèle {{langue}} ou au paramètrelangue=quand le modèle {{Lien web}} est utilisé dans les références ;
- Alternative textuelle : toute image doit être accompagnée d'une description sommaire (à ne pas confondre avec la légende).

Voir aussi Wikipédia:Atelier accessibilité/Bonnes pratiques.
Nota : ce bandeau ne concerne pas les problèmes d'accessibilité dus aux modèles utilisés.
Autres saisons
Saison précédente Saison suivante
La saison 2022-2023 des Canadiens de Montréal est la 114e saison de hockey sur glace jouée par la franchise dans la Ligue nationale de hockey. Elle débute en octobre et son calendrier comprend 82 matchs.

## Avant-saison

### Mouvements d’effectifs

#### Transactions
| Date            | Acquisition des Canadiens | Partenaire d'échange                                                                               | Acquisition du partenaire                                            |
| --------------- | --- | -------------------------------------------------------------------------------------------------- | -------------------------------------------------------------------- |
| 7 juillet 2022  | Un choix de 1er tour au repêchage de 2022 | Islanders de New York                                                                              | Aleksandr Romanov Un choix de 4e tour au repêchage de 2022           |
| Kirby Dach      | Blackhawks de Chicago | Un choix de 1er tour au repêchage de 2022 (des Islanders) Un choix de 3e tour au repêchage de 2022 |                                                                      |
| 8 juillet 2022  | Un choix de 4e tour au repêchage de 2022 | Golden Knights de Vegas                                                                            | Un choix de 4e tour au repêchage de 2022 (du Lightning de Tampa Bay) |
| 16 juillet 2022 | Mike Matheson Un choix de 4e tour au repêchage de 2022 | Penguins de Pittsburgh                                                                             | Jeff Petry Ryan Poehling                                             |
| 18 aout 2022    | Sean Monahan Choix conditionnel de 1er tour au repêchage de 2024, repêchage de 2025 ou repêchage de 2026 Choix conditionnel de 3e tour au repêchage de 2025 Choix conditionnel de 4e tour au repêchage de 2025 | Flames de Calgary                                                                                  | Considérations futures                                               |
| 26 octobre 2022 | Nicolas Beaudin | Blackhawks de Chicago                                                                              | Cam Hillis                                                           |
| 26 février 2023 | Denis Gourianov | Stars de Dallas                                                                                    | Evgenii Dadonov                                                      |
| 3 mars 2023     | Frédéric Allard | Kings de Los Angeles                                                                               | Nate Schnarr                                                         |

#### Signatures d'agent libre
| Joueur              | Date            | Ancienne franchise     | Durée du contrat |
| ------------------- | --------------- | ---------------------- | ---------------- |
| Madison Bowey       | 13 juillet 2022 | Canucks de Vancouver   | 1 an             |
| Anthony Richard     | 13 juillet 2022 | Predators de Nashville | 1 an             |
| Mitchell Stephens   | 13 juillet 2022 | Red Wings de Détroit   | 1 an             |
| Johnathan Kovacevic | 8 octobre 2022  | Jets de Winnipeg       |                  |
| Chris Tierney       | 23 février 2023 | Panthers de la Floride |                  |

#### Départs d'agent libre
| Joueur             | Date             | Franchise suivante         |
| ------------------ | ---------------- | -------------------------- |
| Louie Belpedio     | 13 juillet 2022  | Flyers de Philadelphie     |
| Kale Clague        | 13 juillet 2022  | Sabres de Buffalo          |
| Laurent Dauphin    | 13 juillet 2022  | Coyotes de l'Arizona       |
| Xavier Ouellet     | 13 juillet 2022  | Penguins de Pittsburgh     |
| Jean-Sébastien Dea | 14 juillet 2022  | Coyotes de l'Arizona       |
| William Lagesson   | 25 juillet 2022  | Hurricanes de la Caroline  |
| Sami Niku          | 29 juillet 2022  | JYP (Liiga)                |
| Josh Brook         | 12 aout 2022     | Wranglers de Calgary (LAH) |
| Cédric Paquette    | 16 aout 2022     | HK Dinamo Minsk (KHL)      |
| Mathieu Perreault  | 8 septembre 2022 | Retraite                   |
| Tyler Pitlick      | 25 octobre 2022  | Blues de Saint-Louis       |

#### Prolongations de contrat
| Joueur              | Date             | Durée du contrat |
| ------------------- | ---------------- | ---------------- |
| Michael Pezzetta    | 11 juillet 2022  | 1 an             |
| Corey Schueneman    | 11 juillet 2022  | 1 an             |
| Alex Belzile        | 13 juillet 2022  | 1 an             |
| Nate Schnarr        | 13 juillet 2022  | 1 an             |
| Juraj Slafkovský    | 13 juillet 2022  | 3 ans            |
| Joel Teasdale       | 13 juillet 2022  | 1 an             |
| Filip Mešár         | 14 juillet 2022  | 3 ans            |
| Rem Pitlick         | 16 juillet 2022  | 2 ans            |
| Samuel Montembeault | 18 juillet 2022  | 2 ans            |
| Kirby Dach          | 7 septembre 2022 | 4 ans            |
| Cayden Primeau      | 8 septembre 2022 | 3 ans            |
| Jake Allen          | 1er octobre 2022 | 2 ans            |
| Owen Beck           | 4 octobre 2022   | 3 ans            |
| Logan Mailloux      | 5 octobre 2022   | 3 ans            |
| William Trudeau     | 14 octobre 2022  | 3 ans            |
| Jordan Harris       | 10 février 2023  | 2 ans            |
| Xavier Simoneau     | 1er mars 2023    | 2 ans            |
| Jayden Struble      | 15 mars 2023     | 2 ans            |
| Sean Farrell        | 26 mars 2023     | 3 ans            |

### Joueurs repêchés
| Tour | Choix | Nom              | Poste          | Nationalité | Équipe précédente               |
| ---- | ----- | ---------------- | -------------- | ----------- | ------------------------------- |
| 1    | 1     | Juraj Slafkovský | Ailier gauche  | Slovaquie   | TPS (Liiga)                     |
| 1    | 26    | Filip Mešár      | Ailier droit   | Slovaquie   | HK Poprad (Extraliga)           |
| 2    | 36    | Owen Beck        | Centre         | Canada      | Steelheads de Mississauga (LHO) |
| 2    | 62    | Lane Hutson      | Défenseur      | États-Unis  | US NRDP (USHL)                  |
| 3    | 75    | Vinzenz Rohrer   | Centre         | Autriche    | 67 d'Ottawa (LHO)               |
| 3    | 92    | Adam Engström    | Défenseur      | Suède       | Djurgården Hockey (SHL)         |
| 4    | 127   | Cedrick Guindon  | Ailier gauche  | Canada      | Attack d'Owen Sound (LHO)       |
| 5    | 130   | Jared Davidson   | Centre         | Canada      | Thunderbirds de Seattle (LHOu)  |
| 6    | 162   | Emmett Croteau   | Gardien de but | Canada      | Black Hawks de Waterloo (USHL)  |
| 7    | 194   | Petteri Nurmi    | Défenseur      | Finlande    | HPK (Liiga)                     |
| 7    | 216   | Miguel Tourigny  | Défenseur      | Canada      | Titan d'Acadie-Bathurst (LHJMQ) |

## Composition de l'équipe
| No | Nationalité | Joueur              | PJ | V  | D  | DP | Min      | BC  | BL | Moy  | %Arr | A | Pun |
| -- | ----------- | ------------------- | -- | -- | -- | -- | -------- | --- | -- | ---- | ---- | - | --- |
| 30 | États-Unis  | Cayden Primeau      | 3  | 0  | 2  | 0  | 138:35   | 8   | 0  | 3,46 | .852 | 0 | 0   |
| 34 | Canada      | Jake Allen          | 42 | 15 | 24 | 3  | 2 450:25 | 145 | 1  | 3,55 | .891 | 1 | 2   |
| 35 | Canada      | Samuel Montembeault | 40 | 16 | 19 | 3  | 2 333:51 | 133 | 0  | 3,42 | .901 | 0 | 0   |

| No | Nationalité | Joueur              | PJ | B | A  | Pts | +/- | Pun |
| -- | ----------- | ------------------- | -- | - | -- | --- | --- | --- |
| 6  | États-Unis  | Chris Wideman       | 46 | 0 | 6  | 6   | -6  | 81  |
| 8  | Canada      | Mike Matheson       | 48 | 8 | 26 | 34  | +7  | 33  |
| 21 | Canada      | Kaiden Guhle        | 44 | 4 | 14 | 18  | -19 | 27  |
| 26 | Canada      | Johnathan Kovacevic | 77 | 3 | 12 | 15  | +3  | 39  |
| 44 | Canada      | Joel Edmundson      | 61 | 2 | 11 | 13  | -29 | 58  |
| 52 | Canada      | Justin Barron       | 39 | 4 | 11 | 15  | -2  | 20  |
| 54 | États-Unis  | Jordan Harris       | 65 | 4 | 13 | 17  | -3  | 26  |
| 58 | Canada      | David Savard        | 62 | 3 | 17 | 20  | -14 | 40  |
| 64 | États-Unis  | Corey Schueneman    | 7  | 0 | 1  |     | +1  | 0   |
| 72 | Canada      | Arber Xhekaj        | 51 | 5 | 8  | 13  | -9  | 101 |
| 82 | Canada      | Frédéric Allard     | 3  | 0 | 0  | 0   | +2  | 0   |

| No | Nationalité | Joueur               | Poste         | PJ | B  | A  | Pts | +/- | Pun |
| -- | ----------- | -------------------- | ------------- | -- | -- | -- | --- | --- | --- |
| 22 | États-Unis  | Cole Caufield        | Ailier droit  | 46 | 26 | 10 | 36  | -10 | 2   |
| 11 | Canada      | Brendan Gallagher    | Ailier droit  | 37 | 8  | 6  | 14  | -5  | 45  |
| 14 | Canada      | Nick Suzuki          | Centre        | 82 | 26 | 40 | 66  | -13 | 33  |
| 17 | Canada      | Josh Anderson        | Ailier droit  | 69 | 21 | 11 | 32  | -8  | 72  |
| 20 | Slovaquie   | Juraj Slafkovský     | Ailier gauche | 39 | 4  | 6  | 10  | -13 | 33  |
| 32 | États-Unis  | Rem Pitlick          | Centre        | 46 | 6  | 9  | 15  | -15 | 22  |
| 25 | Russie      | Denis Gourianov A    | Ailier droit  | 23 | 5  | 3  | 8   | -7  | 6   |
| 27 | Canada      | Jonathan Drouin      | Ailier gauche | 58 | 2  | 27 | 29  | -18 | 18  |
| 28 | États-Unis  | Christian Dvorak     | Centre        | 64 | 10 | 18 | 28  | -12 | 6   |
| 38 | Canada      | Joel Teasdale        | Ailier gauche | 2  | 0  | 1  | 1   | -2  | 0   |
| 40 | Finlande    | Joel Armia           | Ailier droit  | 43 | 7  | 7  | 14  | -7  | 22  |
| 49 | Canada      | Rafaël Harvey-Pinard | Ailier gauche | 34 | 14 | 6  | 20  | +7  | 10  |
| 55 | Canada      | Michael Pezzetta     | Ailier gauche | 63 | 7  | 8  | 15  | -4  | 77  |
| 56 | Finlande    | Jesse Ylönen         | Ailier droit  | 37 | 6  | 10 | 16  | -11 | 0   |
| 57 | États-Unis  | Sean Farrell         | Centre        | 6  | 1  | 0  | 1   | -2  | 0   |
| 60 | Canada      | Alex Belzile         | Ailier droit  | 31 | 6  | 8  | 14  | 0   | 13  |
| 62 | Canada      | Owen Beck            | Centre        | 1  | 0  | 0  | 0   | -1  | 0   |
| 63 | Russie      | Evgenii Dadonov É    | Ailier droit  | 50 | 4  | 14 | 18  | -15 | 16  |
| 67 | Canada      | Chris Tierney A      | Centre        | 23 | 1  | 6  | 7   | -7  | 4   |
| 68 | Canada      | Mike Hoffman         | Ailier gauche | 67 | 14 | 20 | 34  | -10 | 8   |
| 71 | Canada      | Jake Evans           | Centre        | 54 | 2  | 17 | -5  | 28  |     |
| 72 | Canada      | Kirby Dach           | Centre        | 58 | 14 | 24 | 38  | -2  | 3   |
| 73 | Canada      | Lucas Condotta       | Centre        | 1  | 1  | 0  | 1   | 0   | 0   |
| 90 | Canada      | Anthony Richard      | Centre        | 13 | 3  | 2  | 5   | +2  | 6   |
| 91 | Canada      | Sean Monahan         | Centre        | 25 | 6  | 11 | 17  | -5  | 16  |

## Pré-saison
Cette section présente les résultats de la pré-saison qui s'est déroulée du 26 septembre au 8 octobre.
| No | Date         | Résultat                | Adversaire | Lieu     | Score     | Bilan (V-D-Pr) |
| -- | ------------ | ----------------------- | ---------- | -------- | --------- | -------------- |
| 1  | 26 septembre | défaite                 | New Jersey | Montréal | 1-2       | (0-1-0)        |
| 2  | 28 septembre | défaite                 | Toronto    | Toronto  | 0-3       | (0-2-0)        |
| 3  | 29 septembre | défaite en prolongation | Winnipeg   | Montréal | 3-4       | (0-3-0)        |
| 4  | 1er octobre  | défaite                 | Ottawa     | Ottawa   | 4-5 (Pr.) | (0-3-1)        |
| 5  | 3 octobre    | défaite                 | Toronto    | Montréal | 1-5       | (0-4-1)        |
| 6  | 4 octobre    | défaite                 | Ottawa     | Montréal | 4-5       | (0-5-1)        |
| 7  | 6 octobre    | défaite                 | Ottawa     | Montréal | 3-4       | (0-6-1)        |
| 8  | 8 octobre    | défaite en prolongation | Ottawa     | Ottawa   | 2-3 (Pr.) | (0-6-2)        |

- Défaite dans le temps réglementaire
- Défaite en prolongation ou en fusillade

## Saison régulière
Cette section présente les résultats de la saison régulière dont le calendrier a été dévoilé le 6 juillet 2022 et dont le premier match a eu lieu le 12 octobre 2022
| No | Date         | Résultat                | Adversaire            | Lieu         | Score      | Bilan (V-D-Pr / Fus) | Points |
| -- | ------------ | ----------------------- | --------------------- | ------------ | ---------- | -------------------- | ------ |
| 1  | 12 octobre   | victoire                | Toronto               | Montréal     | 4-3        | (1-0-0)              | 2      |
| 2  | 14 octobre   | défaite                 | Détroit               | Détroit      | 3-0        | (1-1-0)              | 2      |
| 3  | 15 octobre   | défaite                 | Washington            | Washington   | 3-1        | (1-2-0)              | 2      |
| 4  | 17 octobre   | victoire                | Pittsburgh            | Montréal     | 3-2 (Pr.)  | (2-2-0)              | 4      |
| 5  | 20 octobre   | victoire                | Arizona               | Montréal     | 6-2        | (3-2-0)              | 6      |
| 6  | 22 octobre   | défaite                 | Dallas                | Montréal     | 2-5        | (3-3-0)              | 6      |
| 7  | 25 octobre   | défaite                 | Minnesota             | Montréal     | 1-3        | (3-4-0)              | 6      |
| 8  | 27 octobre   | victoire                | Buffalo               | Buffalo      | 2-3        | (4-4-0)              | 8      |
| 9  | 29 octobre   | victoire                | Saint-Louis           | Saint-Louis  | 4-7        | (5-4-0)              | 10     |
| 10 | 1er novembre | défaite                 | Minnesota             | Minnesota    | 4-1        | (5-5-0)              | 10     |
| 11 | 3 novembre   | défaite en prolongation | Winnipeg              | Winnipeg     | 3-2 (Pr.)  | (5-5-1)              | 11     |
| 12 | 5 novembre   | défaite                 | Vegas                 | Montréal     | 4-6        | (5-5-1)              | 11     |
| 13 | 8 novembre   | victoire                | Détroit               | Détroit      | 2-3 (Fus.) | (6-6-1)              | 13     |
| 14 | 9 novembre   | victoire                | Vancouver             | Montréal     | 5-2        | (7-6-1)              | 15     |
| 15 | 12 novembre  | victoire                | Pittsburgh            | Montréal     | 5-4 (Pr.)  | (8-6-1)              | 17     |
| 16 | 15 novembre  | défaite                 | New Jersey            | Montréal     | 1-5        | (8-7-1)              | 17     |
| 17 | 17 novembre  | défaite                 | Columbus              | Columbus     | 6-4        | (8-8-1)              | 17     |
| 18 | 19 novembre  | défaite en fusillade    | Philadelphie          | Montréal     | 5-4 (Fus.) | (9-8-1)              | 19     |
| 19 | 22 novembre  | défaite                 | Buffalo               | Montréal     | 2-7        | (9-9-1)              | 19     |
| 20 | 23 novembre  | victoire                | Columbus              | Columbus     | 1-3        | (10-9-1)             | 21     |
| 21 | 25 novembre  | défaite en fusillade    | Chicago               | Chicago      | 2-3 (Fus.) | (11-9-1)             | 23     |
| 22 | 29 novembre  | défaite                 | San José              | Montréal     | 0-4        | (11-10-1)            | 23     |
| 23 | 1er décembre | victoire                | Calgary               | Calgary      | 1-2        | (12-10-1)            | 25     |
| 24 | 3 décembre   | défaite                 | Edmonton              | Edmonton     | 5-3        | (12-11-1)            | 25     |
| 25 | 5 décembre   | défaite en prolongation | Vancouver             | Vancouver    | 7-6 (Pr.)  | (12-11-2)            | 26     |
| 26 | 6 décembre   | victoire                | Seattle               | Seattle      | 2-4        | (13-11-2)            | 28     |
| 27 | 10 décembre  | défaite                 | Los Angeles           | Montréal     | 2-4        | (13-12-2)            | 28     |
| 28 | 12 décembre  | défaite en fusillade    | Calgary               | Montréal     | 2-1 (Fus.) | (14-12-2)            | 30     |
| 29 | 14 décembre  | défaite                 | Ottawa                | Ottawa       | 3-2        | (14-13-2)            | 30     |
| 30 | 15 décembre  | défaite                 | Anaheim               | Montréal     | 2-5        | (14-14-2)            | 30     |
| 31 | 17 décembre  | défaite                 | Tampa Bay             | Montréal     | 1-5        | (14-15-2)            | 30     |
| 32 | 19 décembre  | victoire                | Arizona               | Arizona      | 2-3 (Pr.)  | (15-15-2)            | 32     |
| 33 | 21 décembre  | défaite en prolongation | Colorado              | Colorado     | 2-1 (Pr.)  | (15-15-3)            | 33     |
| 34 | 23 décembre  | défaite                 | Dallas                | Dallas       | 4-2        | (15-16-3)            | 33     |
| 35 | 28 décembre  | défaite                 | Tampa Bay             | Tampa Bay    | 4-1        | (15-17-3)            | 33     |
| 36 | 29 décembre  | défaite                 | Floride               | Floride      | 7-2        | (15-18-3)            | 33     |
| 37 | 31 décembre  | défaite                 | Washington            | Washington   | 9-2        | (15-19-3)            | 33     |
| 38 | 3 janvier    | défaite                 | Nashville             | Nashville    | 6-3        | (15-20-3)            | 33     |
| 39 | 5 janvier    | défaite                 | Rangers de New York   | Montréal     | 1-4        | (15-21-3)            | 33     |
| 40 | 7 janvier    | victoire                | Saint-Louis           | Montréal     | 5-4        | (16-21-3)            | 35     |
| 41 | 9 janvier    | défaite                 | Seattle               | Montréal     | 0-4        | (16-22-3)            | 35     |
| 42 | 12 janvier   | victoire                | Nashville             | Montréal     | 4-3        | (17-22-3)            | 37     |
| 43 | 14 janvier   | défaite                 | Islanders de New York | New York     | 2-1        | (17-23-3)            | 37     |
| 44 | 15 janvier   | victoire                | Rangers de New York   | New York     | 1-2        | (18-23-3)            | 39     |
| 45 | 17 janvier   | victoire                | Winnipeg              | Montréal     | 4-1        | (19-23-3)            | 41     |
| 46 | 19 janvier   | défaite                 | Floride               | Montréal     | 2-6        | (19-24-3)            | 41     |
| 47 | 21 janvier   | victoire                | Toronto               | Montréal     | 3-2 (Pr.)  | (20-24-3)            | 43     |
| 48 | 24 janvier   | défaite                 | Boston                | Montréal     | 2-4        | (20-25-3)            | 43     |
| 49 | 26 janvier   | défaite en prolongation | Détroit               | Montréal     | 3-4 (Pr.)  | (20-25-4)            | 44     |
| 50 | 28 janvier   | défaite                 | Ottawa                | Ottawa       | 5-0        | (20-26-4)            | 44     |
| 51 | 31 janvier   | défaite                 | Ottawa                | Montréal     | 4-5        | (20-27-4)            | 44     |
| 52 | 11 février   | victoire                | Islanders de New York | Montréal     | 4-3 (Pr.)  | (21-27-4)            | 46     |
| 53 | 12 février   | victoire                | Edmonton              | Montréal     | 6-2        | (22-27-4)            | 48     |
| 54 | 14 février   | victoire                | Chicago               | Montréal     | 4-0        | (23-27-4)            | 50     |
| 55 | 16 février   | défaite                 | Caroline              | Caroline     | 6-2        | (23-28-4)            | 50     |
| 56 | 18 février   | défaite                 | Toronto               | Toronto      | 5-1        | (23-29-4)            | 50     |
| 57 | 21 février   | victoire                | New Jersey            | New Jersey   | 2-5        | (24-29-4)            | 52     |
| 58 | 24 février   | victoire                | Philadelphie          | Philadelphie | 2-5        | (25-29-4)            | 54     |
| 59 | 25 février   | défaite                 | Ottawa                | Montréal     | 2-5        | (25-30-4)            | 54     |
| 60 | 28 février   | victoire                | San José              | San José     | 1-3        | (26-30-4)            | 56     |
| 61 | 2 mars       | défaite                 | Los Angeles           | Los Angeles  | 3-2        | (26-31-4)            | 56     |
| 62 | 3 mars       | défaite                 | Anaheim               | Anaheim      | 3-2        | (26-32-4)            | 56     |
| 63 | 5 mars       | défaite                 | Vegas                 | Vegas        | 4-3        | (26-33-4)            | 56     |
| 64 | 7 mars       | défaite                 | Caroline              | Montréal     | 3-4 (Fus.) | (26-33-5)            | 57     |
| 65 | 9 mars       | défaite                 | Rangers de New York   | Montréal     | 3-4 (Fus.) | (26-33-6)            | 58     |
| 66 | 11 mars      | défaite                 | New Jersey            | Montréal     | 1-3        | (26-34-6)            | 58     |
| 67 | 13 mars      | défaite                 | Colorado              | Montréal     | 4-8        | (26-35-6)            | 58     |
| 68 | 14 mars      | victoire                | Pittsburgh            | Pittsburgh   | 6-4        | (27-35-6)            | 60     |
| 69 | 16 mars      | défaite                 | Floride               | Floride      | 5-9        | (27-36-6)            | 60     |
| 70 | 18 mars      | défaite                 | Montréal              | Tampa Bay    | 3-5        | (27-37-6)            | 60     |
| 71 | 21 mars      | victoire                | Tampa Bay             | Montréal     | 3-2        | (28-37-6)            | 62     |
| 72 | 23 mars      | défaite                 | Boston                | Boston       | 2-4        | (28-38-6)            | 62     |
| 73 | 25 mars      | victoire                | Columbus              | Montréal     | 8-2        | (29-38-6)            | 64     |
| 74 | 27 mars      | victoire                | Buffalo               | Buffalo      | 4-3 (Fus.) | (30-38-6)            | 66     |
| 75 | 29 mars      | défaite                 | Philadelphie          | Philadelphie | 2-3        | (30-39-6)            | 66     |
| 76 | 30 mars      | défaite                 | Floride               | Montréal     | 2-5        | (30-40-6)            | 66     |
| 77 | 1er avril    | défaite                 | Caroline              | Montréal     | 0-3        | (30-41-6)            | 66     |
| 78 | 4 avril      | défaite                 | Détroit               | Montréal     | 0-5        | (30-42-6)            | 66     |
| 79 | 6 avril      | victoire                | Washington            | Montréal     | 6-2        | (31-42-6)            | 68     |
| 80 | 8 avril      | défaite                 | Toronto               | Toronto      | 1-7        | (31-43-6)            | 68     |
| 81 | 12 avril     | défaite                 | Islanders de New York | New York     | 2-4        | (31-44-6)            | 68     |
| 82 | 13 avril     | défaite                 | Boston                | Montréal     | 4-5        | (31-45-6)            | 68     |

- Victoire
- Défaite dans le temps réglementaire
- Défaite en prolongation ou en fusillade

### Classement de l'équipe
| Clt   | Équipe                 | PJ | V  | D  | DP | BP  | BC  | Pts |
| ----- | ---------------------- | -- | -- | -- | -- | --- | --- | --- |
| +001, | Bruins de Boston       | 82 | 65 | 12 | 5  | 305 | 177 | 135 |
| +002, | Maple Leafs de Toronto | 82 | 50 | 21 | 1  | 279 | 222 | 111 |
| +003, | Lightning de Tampa Bay | 82 | 46 | 30 | 6  | 279 | 254 | 98  |
| +004, | Panthers de la Floride | 82 | 42 | 32 | 8  | 290 | 273 | 92  |
| +005, | Sabres de Buffalo      | 81 | 41 | 33 | 7  | 291 | 298 | 89  |
| +006, | Sénateurs d'Ottawa     | 82 | 39 | 35 | 8  | 261 | 271 | 86  |
| +007, | Red Wings de Détroit   | 82 | 35 | 37 | 10 | 240 | 279 | 80  |
| +008, | Canadiens de Montréal  | 82 | 31 | 45 | 6  | 232 | 307 | 68  |

- En gras : vainqueur de division
- En italique : équipe qualifiée pour les séries

### Statistiques
1. 1 2 3  - Statistiques

### Feuilles de matchs - Pré-saison
Feuilles des matchs de la pré-saison, issues du site officiel de la Ligue nationale de hockey
1. ↑  Devils vs Canadiens - 26/09/2022
2. ↑  Canadiens vs Maple Leafs - 28/09/2022
3. ↑  Jets vs Canadiens - 29/09/2022
4. ↑  Canadiens vs Sénateurs - 01/10/2022
5. ↑  Maple Leafs vs Canadiens - 03/10/2022
6. ↑  Sénateurs vs Canadiens - 04/10/2022
7. ↑  Sénateurs vs Canadiens - 06/10/2022
8. ↑  Canadiens vs Sénateurs - 08/10/2022

### Feuilles de matchs
Feuilles des matchs de la saison régulière, issues du site officiel de la Ligue nationale de hockey
1. ↑  Maple Leafs vs Canadiens - 12/10/2022
2. ↑  Canadiens vs Red Wings - 14/10/2022
3. ↑  Canadiens vs Capitals - 15/10/2022
4. ↑  Penguins vs Canadiens - 17/10/2022
5. ↑  Coyotes vs Canadiens - 20/10/2022
6. ↑  Stars vs Canadiens - 22/10/2022
7. ↑  Wild vs Canadiens - 25/10/2022
8. ↑  Canadiens vs Sabres - 27/10/2022
9. ↑  Canadiens vs Sabres - 29/10/2022
10. ↑  Canadiens vs Wild - 01/11/2022
11. ↑  Canadiens vs Jets - 03/11/2022
12. ↑  Golden Knights vs Canadiens - 05/11/2022
13. ↑  Canadiens vs Red Wings - 08/11/2022
14. ↑  Canucks vs Canadiens - 09/11/2022
15. ↑  Penguins vs Canadiens - 12/11/2022
16. ↑  Devils vs Canadiens - 15/11/2022
17. ↑  Canadiens vs Blue Jackets - 17/11/2022
18. ↑  Flyers vs Canadiens - 19/11/2022
19. ↑  Sabres vs Canadiens - 22/11/2022
20. ↑  Canadiens vs Blue Jackets - 23/11/2022
21. ↑  Canadiens vs Blackhawks - 25/11/2022
22. ↑  Sharks vs Canadiens - 29/11/2022
23. ↑  Canadiens vs Flames - 01/12/2022
24. ↑  Canadiens vs Oilers - 03/12/2022
25. ↑  Canadiens vs Canucks - 05/12/2022
26. ↑  Canadiens vs Kraken - 06/12/2022
27. ↑  Kings vs Canadiens - 10/12/2022
28. ↑  Flames vs Canadiens - 12/12/2022
29. ↑  Canadiens vs Sénateurs - 14/12/2022
30. ↑  Ducks vs Canadiens - 15/12/2022
31. ↑  Lightning vs Canadiens - 17/12/2022
32. ↑  Canadiens vs Coyotes - 19/12/2022
33. ↑  Canadiens vs Avalanche - 21/12/2022
34. ↑  Canadiens vs Stars - 23/12/2022
35. ↑  Canadiens vs Lightning - 28/12/2022
36. ↑  Canadiens vs Panthers - 29/12/2022
37. ↑  Canadiens vs Capitals - 31/12/2022
38. ↑  Canadiens vs Predators - 03/01/2023
39. ↑  Rangers vs Canadiens - 05/01/2023
40. ↑  Blues vs Canadiens - 07/01/2023
41. ↑  Kraken vs Canadiens - 09/01/2023
42. ↑  Predators vs Canadiens - 12/01/2023
43. ↑  Canadiens vs Islanders - 14/01/2023
44. ↑  Canadiens vs Rangers - 15/01/2023
45. ↑  Jets vs Canadiens - 17/01/2023
46. ↑  Panthers vs Canadiens - 19/01/2023
47. ↑  Maple Leafs vs Canadiens - 21/01/2023
48. ↑  Bruins vs Canadiens - 24/01/2023
49. ↑  Red Wings vs Canadiens - 26/01/2023
50. ↑  Canadiens vs Senateurs - 28/01/2023
51. ↑  Senateurs vs Canadiens - 31/01/2022
52. ↑  Islanders vs Canadiens - 11/02/2023
53. ↑  Oilers vs Canadiens - 12/02/2023
54. ↑  Blackhawks vs Canadiens - 14/02/2023
55. ↑  Canadiens vs Hurricanes - 16/02/2023
56. ↑  Canadiens vs Maple Leafs - 18/02/2023
57. ↑  Canadiens vs Devils - 21/02/2023
58. ↑  Canadiens vs Flyers - 24/02/2023
59. ↑  Sénateurs vs Canadiens - 25/02/2023
60. ↑  Canadiens vs Sharks - 28/02/2023
61. ↑  Canadiens vs Kings - 02/03/2023
62. ↑  Canadiens vs Ducks - 03/02/2023
63. ↑  Canadiens vs Golden Knights - 05/03/2023
64. ↑  Hurricanes vs Canadiens - 07/03/2023
65. ↑  Rangers vs Canadiens - 09/03/2023
66. ↑  Devils vs Canadiens - 11/03/2023
67. ↑  Avalanche vs Canadiens - 13/03/2023
68. ↑  Canadiens vs Penguins - 14/03/2023
69. ↑  Canadiens vs Panthers - 16/03/2023
70. ↑  Canadiens vs Lightning - 18/03/2023
71. ↑  Lightning vs Canadiens - 21/03/2023
72. ↑  Canadiens vs Bruins - 23/03/2023
73. ↑  Blue Jackets vs Canadiens - 25/03/2023
74. ↑  Canadiens vs Sabres - 27/03/2023
75. ↑  Canadiens vs Flyers - 29/03/2023
76. ↑  Panthers vs Canadiens - 30/03/2023
77. ↑  Hurricanes vs Canadiens - 01/04/2023
78. ↑  Red Wings vs Canadiens - 04/04/2023
79. ↑  Capitals vs Canadiens - 06/04/2023
80. ↑  Canadiens vs Maple Leafs - 08/04/2023
81. ↑  Canadiens vs Islanders - 12/04/2023
82. ↑  Bruins vs Canadiens - 13/04/2023